# Stickney (Lincolnshire)
Pour les articles homonymes, voir Stickney.
Stickney est une paroisse civile et un village du Lincolnshire, en Angleterre.